# Пыщугское сельское поселение
Пыщу́гское се́льское поселе́ние — муниципальное образование в составе Пыщугского района Костромской области России.
Административный центр — село Пыщуг.

## История
Пыщугское сельское поселение образовано 30 декабря 2004 года в соответствии с Законом Костромской области № 237-ЗКО, установлены статус и границы муниципального образования.
22 июня 2010 года в соответствии с Законом Костромской области № 626-4-ЗКО в состав Пыщугского сельского поселения включены упразднённые Воздвиженское и Михайловицкое сельские поселения.
Законом Костромской области от 16 июля 2018 года было упразднено Носковское сельское поселение, влитое в Пыщугское сельское поселение.

## Население
| 2008  | 2010  | 2012  | 2013  | 2014  | 2015  | 2016  |
| ----- | ----- | ----- | ----- | ----- | ----- | ----- |
| 4023  | ↘3826 | ↘3723 | ↘3671 | ↘3626 | ↘3544 | ↘3486 |
| 2017  | 2018  | 2019  | 2020  | 2021  |       |       |
| ↘3447 | ↘3384 | ↗3470 | ↘3435 | ↘2906 |       |       |

## Состав сельского поселения
| №  | Населённый пункт | Тип населённого пункта       | Население |
| -- | ---------------- | ---------------------------- | --------- |
| 1  | Белая            | деревня                      | ↘60       |
| 2  | Бурдово          | деревня                      | →0        |
| 3  | Заболотье        | деревня                      | ↘1        |
| 4  | Ираклиха         | деревня                      | ↗3        |
| 5  | Крутая           | деревня                      | →0        |
| 6  | Михайловица      | село                         | ↗107      |
| 7  | Морошкино        | деревня                      | ↗62       |
| 8  | Озерная          | деревня                      | ↘10       |
| 9  | Онучино          | деревня                      | →0        |
| 10 | Песчанка         | деревня                      | ↘1        |
| 11 | Притыкино        | деревня                      | ↗73       |
| 12 | Пыщуг            | село, административный центр | ↗3376     |
| 13 | Северный         | посёлок                      | ↗57       |
| 14 | Сергеевица       | деревня                      | ↗227      |
| 15 | Середняя         | деревня                      | ↘5        |
| 16 | Слепёнкино       | деревня                      | ↗31       |
| 17 | Таланкино        | деревня                      | ↗104      |
| 18 | Большая Каменка  | деревня                      | →0        |
| 19 | Гаревая          | деревня                      | ↘2        |
| 20 | Дунаево          | деревня                      | →0        |
| 21 | Малая Каменка    | деревня                      | ↘6        |
| 22 | Носково          | деревня                      | ↗187      |
| 23 | Носково          | село                         | ↘54       |
| 24 | Носковский       | кордон                       | ↗1        |
| 25 | Черновляне       | деревня                      | →0        |

## Достопримечательности
- Меч романского типа из Воздвиженского[17].